# Ogrody Mixtape 3
Ogrody Mixtape 3 – jedenasty album studyjny polskiego rapera Kukona. Wydawnictwo ukazało się 23 grudnia 2022 roku nakładem wytwórni muzycznej Piękny Syf w dystrybucji Universal Music Polska.
Album zadebiutował na 1. miejscu polskiej listy sprzedaży – OLiS. Płyta uzyskała cetyfikat platynowej płyty, za sprzedaż ponad 30 tysięcy kopii.
Pod względem muzycznym płyta łączy w sobie przede wszystkim hip-hop.

## Lista utworów
Opracowano na podstawie materiału źródłowego.
1. „Osh 2022” – 2:36
2. „Pudelek” – 3:09
3. „New york” – 2:58
4. „Interes” – 3:04
5. „Zachód na blokach” – 3:07
6. „Specyficzny zapach” – 2:50
7. „Po staremu” – 2:32
8. „Sąsiedzi” – 2:33
9. „Komercha” – 2:42
10. „Archiwum x” – 2:22
11. „Darknet” – 3:27
12. „W aucie noc i 90bpm” – 2:26
13. „Pasterka” – 2:45
14. „Uk” – 3:20
15. „Sexy” – 2:41
16. „Hermetyczne plotki” – 2:14
17. „Dycha” – 1:45
18. „Polski blok, polskie flow” – 2:39
19. „Nie ma miejsca jak dom” – 2:03
20. „Prosty dzień” – 4:00
21. „Studio sesja” – 3:41
22. „Indica night” – 3:32
23. „Miłość” – 2:46
24. „Kolacja” – 2:48
25. „Piona” – 2:50

## Notowania

### Pozycja na liście sprzedaży
| Kraj   | Lista         | Najwyższa pozycja |
| ------ | ------------- | ----------------- |
| Polska | OLiS – albumy | 1                 |

## Certyfikaty
| Kraj          | Certyfikat      | Sprzedaż |
| ------------- | --------------- | -------- |
| Polska (ZPAV) | platynowa płyta | 30 000+  |